# Yo soy Alejandro Medina
Yo soy Alejandro Medina es el cuarto álbum solista del músico Alejandro Medina editado en 2011. Luis Alberto Spinetta y Charly García tocan como invitados en el tema "Comprender". También colaboraron Ciro Fogliatta, Carlos Cutaia, Patán Vidal y Roberto Pettinato.

## Lista de canciones
Todas escritas y cantadas por Alejandro Medina.
| N.º | Título                         | Duración |  |
| 1.  | «Solo se que soy»              |          |  |
| 4.  | «Se vienen los gringos»        |          |  |
| 5.  | «Maldito cabrón»               |          |  |
| 6.  | «Escapa conmigo»               |          |  |
| 7.  | «El lunes no perdona»          |          |  |
| 8.  | «El Blues, el mate y mi perro» |          |  |
| 9.  | «Amor es amor»                 |          |  |
| 10. | «Laralu»                       |          |  |
| 11. | «Corazón De Piedra»            |          |  |
| 12. | «Comprender»                   |          |  |
| 13. | «Gracias al cielo»             |          |  |
| 14. | «Ya mi nave Partió»            |          |  |
| 15. | «Yo Que Se (Solo Que Soy)»     |          |  |